# سابولچ فینیش
سابولچ فینیش (مجاری: Szabolcs Fényes؛ ۳۰ آوریل ۱۹۱۲ – ۱۲ اکتبر ۱۹۸۶) موسیقی‌دان و آهنگساز اهل مجارستان بود.
از فیلم‌ها یا مجموعه‌های تلویزیونی که وی در آن‌ها نقش داشته‌است می‌توان به پریمیر و شبی در ترانسیلوانی اشاره نمود.